# 李振东 (1919年)
李振东（1919年4月—1993年6月），男，河南巩县人，中华人民共和国政治人物，曾任中共安徽省委宣传部副部长兼体委主任、省委文教部部长、省文办主任，安徽省革命委员会副主任，第四届全国人大代表。